# 斯特里利尼基 (沙爾霍羅德區)
48°47′39″N 28°24′47″E / 48.79417°N 28.41306°E
斯特里利尼基（烏克蘭語：Стрільники），是烏克蘭的村落，位於該國西南部文尼察州，由日梅林卡區負責管轄，始建於1742年，面積34.11平方公里，海拔高度283米，2001年人口1,100，人口密度每平方公里32.25人。